# كلية العلوم (جامعة أسوان)
كلية العلوم جامعة أسوان التي أُنشئت سنة 1975 وبدأت الدراسة بها في العام الجامعى 1976 /1977.

## الدراسة
يحصل الخريج على لقب «أخصائي علمي» عالم وذلك طبقاً لأحكام المادة 6 من قانون نقابة المهن العلمية 80 لسنة 69 والمعدل بالقانون 120 لسنة 83. ويعتبر قيده إجبارياً بنقابة المهن العلمية حسب شعبة الإختصاص طبقاً لأحكام المادة 11 من نفس القانون. ورفضت النقابة مؤخرا ضم خريجى كليات العلوم الطبية (الصحية) لتحول مسارها الأكاديمي لمسار الفنى أو التكنولوجي المساعد.

## أقسام الكلية

### قسم الجيولوجيا
يهدف لتوفير التميز للطلاب في مراحل الدراسة المختلفة للبكالوريوس والماجستير والدكتوراه من أجل إعداد الطلاب في المجال الأكاديمى والصناعى والحكومى أو التدريس وذلك من خلال تدريب الطلاب على التفكير النقدي والمبادرات والمهارات اللازمة ليصبح طلاب علوم الأرض على دراية بهذا التخصص طيلة حياتهم. وان برامج البكالوريوس في العلوم الجيولوجية توفر أساسا متينا في علوم الأرض، وبسبب الموقع الاستراتيجي لدينا في جنوب مصر والصحراء الشرقية والغربية، فان هناك فرص خاصة للتعليم الحقلى والمعملى والأكاديمى في مواضيع مختلفة من العلوم الجيولوجية. وسيتم التركيز على تعلم المفاهيم والتقنيات الأساسية من خلال البحوث، في بيئة تشجع على تطوير هذه المهنة والملتحقين بها اجتماعيا وثقافيا وانسانيا فضلا عن القيم الأخلاقية العميقة. وبهذه الطريقة، فإن قسم الجيولوجيا سيسهم في إثراء المجتمع بالعلم من خلال خلق ونشر المعرفة الجديدة في مجالات البحث العلمي المختلفة وخدمة البيئة والمجتمع.

### قسم علم النبات
يسعى قسم النبات لتوفير تعليم جامعي مميز في مجال علم النبات والميكروبيولوجى وتزويد المجتمع المحلي والخارجى بالمتخصصين الأكفاء والمدربين في مجال العمل والبحث العلمى قادرين على المنافسة في سوق العمل. ولتحقيق هذا الهدف فإن القسم يقوم بشكل دائم ومستمر بتقييم وتطوير للخطط والبرامج الدراسية وتقييم الأداء وتوكيد الجودة للعملية التعليمية والاستفادة من تقنية الاتصالات والتكنولوجيا المتقدمة لخدمة العملية التعليمية.

### قسم الفيزياء
يسعي إلى إكساب المعلومات والمهارات العلمية التي تؤهلهم لسوق وتوفير البيئة البحثية التي تشجع علي البحوث المبتكرة والمشاركة المجتمعية التي تساهم في النمو الاقتصادي لمواكبة متطلبات العصر وتطورات المتسارعة.

### قسم الكيمياء
يهدف القسم الي تحقيق مستوى عالمي من التعليم والتدريب الكيميائي المنافس لتلبية متطلبات سوق العمل المحلي والدولي.

### قسم علم الحيوان
يلتزم قسم علم الحيوان بتقديم خدمة تعليمية وبحثية ومجتمعية متميزه في مجال علم الحيوان على المستوى المحلى والإقليمي من خلال برامج دراسية وبحثية متطورة وذلك في ضوء رسالة كلية العلوم بالتدريس والتدريب العملي والبحثي والتطبيقي وتنمية المهارات في مختلف مجالات علم الحيوان وذلك لإعداد طالب متميز في مرحلتي البكالوريوس والدراسات العليا ذو مهارة وخبرة عالية لينافس في سوق العمل الداخلي والخارجي.

### قسم الرياضيات
الرياضيات هي لغة العلم الحديث والهندسة والتكنولوجيا والتمويل، وشكل من اشكال الفن أداة للقوة هائلة. بل هو اللغة التي هي على حد سواء جميلة ورائعة في حد ذاتها. الرياضيات هي عنصر أساسي في مجموعة واسعة من الأنشطة البشرية. وكان دورها في العلوم الفيزيائية والهندسة التقليدية لأكثر من قرنين من الزمان. في مجال العلوم الاجتماعية والبيولوجية أنها تلعب دورا متزايد الأهمية في نمذجة معقدة والظواهر نطاق واسع. وهو أداة أساسية لعلوم الكمبيوتر وكذلك التكنولوجيا الإطلاق. علماء الرياضيات التطبيقية واستخدام المعادلات المحاكاة الحاسوبية لتصميم رقائق الكمبيوتر، وتغير المناخ العالمي ودراسة الهندسة الوراثية الدراسة.